# Jacques-Barthélémy Marin
Jacques-Barthélémy Marin (* 24. August 1772 in Ville, Département Oise; † 24. März 1848 ebenda) war ein französischer General der Infanterie.

## Leben und Wirken
Marin stammte aus einfachen Verhältnissen: sein Vater Jacques Marin war Landarbeiter, seine Mutter Marie-Catherine Frère Magd.
Am 17. September 1792 trat in die Armee ein und konnte sich sehr schnell durch Mut und Tapferkeit auszeichnen.
Napoleon Bonaparte beförderte ihn am 23. September 1795 zum Lieutenant. Als er dann 1798 dann seine Invasion nach Ägypten plante, übertrug er Marin – nach weiteren Beförderungen – wichtige Aufgaben im Expeditionsheer. Marin nahm an den Belagerungen von Jaffa (März 1799), Akkon (März/Mai 1799) und al-Arisch (Februar 1799) teil. Er kämpfte bei den Pyramiden (21. Juli 1798) und Abukir (25. Juli 1799) und stand mit seinem Kommando im Mai 1800 vor Kairo.
Nach der Kapitulation Alexandrias im Herbst 1801 konnte Marin wieder nach Frankreich zurückkehren.
Marin nahm an der Schlacht bei Paris (30. März 1814) teil. Nach Napoleons Abdikation und dem Vertrag von Fontainebleau (11. April 1814) wandte sich Marin den Bourbonen zu. Er unterstützte König Ludwig XVIII. bis Napoleon die Insel Elba verließ und dessen Herrschaft der Hundert Tage begannen. Unter Napoleon nahm Marin an der Schlacht bei Waterloo (18. Juni 1815) teil.
Nach seiner Rückkehr nach Paris reichte Marin seine Demission ein und am 15. November 1815 wurde er offiziell in den Ruhestand verabschiedet. Marin ließ sich in seiner Heimatstadt nieder und zog sich ins Privatleben zurück. Während der Julirevolution von 1830 enthielt er sich sämtlicher angebotener Ämter. Er starb am 24. März 1848 in Ville (Département Oise) und fand dort auch seine letzte Ruhestätte.

## Ehrungen
- 25. März 1804 Ritter der Ehrenlegion
- 6. Mai 1809 Offizier der Ehrenlegion
- 15. Juli 1810 Baron de l’Émpire
- 19. Juli 1814 Ordre royal et militaire de Saint-Louis
- 23. August 1814 Kommandeur der Ehrenlegion
- Sein Name findet sich am östlichen Pfeiler (19. Spalte) des Triumphbogens am Place Charles de Gaulle (Paris)